# Paul von Strobach
Paul von Strobach (9. března 1776 Bezno – 14. října 1854 Vídeň) byl stavební technik silničního, vodního a mostního stavitelství a vysoký státní úředník činný v Praze, který se významně zasloužil o rozšíření a modernizaci české silniční a mostní dopravní sítě, která se díky tomu stala vzorem pro obdobné projekty na území Rakouska-Uherska.

## Život
Narodil se v Bezně zednickému mistru Paulovi a Marii Magdaleně, pokřtěn byl jako Paulus Daniel Strubach. V Bezně navštěvoval českou školu a byl sboristou v dominikánském klášteře v Jablonném v Podještědí. U otce se vyučil zednickému řemeslu, inženýrské znalosti získal částečně samostudiem, částečně praxí u různých stavebních mistrů pro které pracoval. V roce 1795 nastoupil jako neplacený pracovník na C. k. stavební silniční ředitelství v Praze, kde postupně získával další zkušenosti v dopravním stavitelství a stavebním inženýrství. V roce 1804 se stal silničním komisařem, o čtyři roky později úředním inženýrem. V letech 1809–1813 přestavěl silnice z Chrudimi přes Litomyšl na Moravu, ze Slaného do Řevničova a z Loun do Bíliny, potřebné pro rychlé přesuny vojska. V roce 1818 dosáhl hodnosti druhého adjunkta a o tři roky později prvního adjunkta, v roce 1823 povýšil na ředitele silničních staveb a nakonec v roce 1832 dosáhl hodnosti vrchního stavebního ředitele a převzal tak vedení pražského stavebního ředitelství.
Strobach byl reformátorem silničního stavitelství v Čechách co do kvality i kvantity, silnice postavené pod jeho vedením byly považovány za nejlepší v císařství a byly dávány jako vzor. Byl rovněž povolán do Dolních Rakous, kde vystavěl vzorovou silnici ze Spitzu do Langenzersdorfu. Reformoval i mostní stavitelství, v němž začal s výstavbou kamenných mostů namísto dříve převážně dřevěných a byl stavitelem prvních velkých řetězových mostů v monarchii. Navrhl čtyřiceti obloukový inundační most v Lounech, pod jeho vedením byl postaven inundační most v Poděbradech, zaniklý šesti obloukový most císaře Ferdinanda přes Berounku v Berouně či řetězové mosty v Žatci a v Lokti. Zasazoval se i o splavnění řek Vltavy a Labe, v Praze vybudoval dvě nábřeží, je také autorem územního plánu tehdejšího pražského předměstí Karlína.
Po odchodu do důchodu v roce 1846 se usadil ve Vídni. Za svou činnost byl několikrát vyznamenán, v roce 1829 získal titul císařského rady, v roce 1835 titul guberniálního rady, v roce 1843 mu byl udělen dědičný šlechtický titul s predikátem "Edler von".